# Avicennia integra
Avicennia integra är en akantusväxtart som beskrevs av N.C. Duke. Avicennia integra ingår i släktet Avicennia och familjen akantusväxter. Inga underarter finns listade i Catalogue of Life.